# 10433 Ponsen
10433 Ponsen (4716 P-L) là một tiểu hành tinh vành đai chính.